# Каменецкий, Осип Кириллович
О́сип Кири́ллович Камене́цкий (1754 год—1823 год) — российский медик.

## Биография
Уроженец Стародуба, первый лейб-медик из русских, член и профессор хирургии в Медико-хирургической академии. по поручению Медицинской коллегии составил «Краткое наставление о лечении болезней простыми средствами» (2 ч. СПб., 1803, вместе с Я.Саполовичем), выдержавшее по меньшей мере 9 изданий (9-е — СПб., 1864). Кроме того, Каменецкий напечатал «Краткое наставление о лечении простыми средствами болезней, от различных ядов случающихся» (М., 1806 и 1822) и «Наставление, каким образом поступать должно с больными там, где нет лекарей…» (СПб., 1813).
Известен также как автор справки по правописанию и украинско-русского словаря в первом издании «Энеиды» Ивана Котляревского (1798).
В некоторых публикациях он упоминался как участник Отечественной войны 1812 года (например, в качестве военного лекаря и старшего врача лейб-гвардии Измайловского полка, хотя таковым был его однофамилец Семен Васильевич Каменецкий), но документальных подтверждений этому предположению не нашлось. Похоронен на Донском кладбище в Москве. На памятнике написано:

Под симъ камнемъ погребено тело Двора Его императорскаго величества лейб-медика статскаго советника и орденов Св. Анны 2й и Св. Владимира 4й степеней кавалера Iосифа Кирилловича Каменецкаго родившегося 1750 года апреля 4 дня Черниговской губернии Ново-Зыбковскаго Повета в местечке Семеновке скончавшагося 1823 Года Iюня 14 по полудни в 8 часов на 74 м году своей жизни.

## Переводы
В 1806 году Николай Лебедев перевёл его сочинение на калмыцкий язык под названием: «Ахр сурhль. Өвчтə.күүг кимд арhар эмин зүү. Деед төд ик эзнə гегəнə ишəр hарhсн 1-гч дегтр. Эмин зүүhин коллег даалhсар эмин зүүд бəəгч эмч Осип Каменецкий эн бичг бийнь hарhва. Үүнəс хальмгин келнд орчулва».